# Thasos (Sohn des Agenor)
Thasos (altgriechisch Θάσος Thásos), auch Thassos, war in der griechischen Mythologie der Sohn des phönizischen Königs Agenor aus Tyros. Nach anderer Überlieferung war er der Sohn des Poseidon und somit der Bruder des Agenor oder nach Pherekydes der Sohn des Kilix, dem Sohn des Agenor.
Als Zeus Europa, die Tochter des Agenor und der Telephassa, entführte, schickte Agenor seine Söhne aus, sie wiederzufinden oder nicht mehr zurückzukehren. Thasos begab sich zusammen mit Kadmos und Telephassa auf die Suche. Sie landeten schließlich auf der Insel Thasos. Während Kadmos weiterreiste, blieb Thasos auf der Insel und gründete mit seinen Begleitern eine phönizische Kolonie, die nach ihm benannt wurde. Dies soll sich fünf Generationen vor der Geburt des Herakles zugetragen haben. Thasos heiratete Telephassa und zeugte mit ihr Galepsos, den Gründer der Stadt Galepsos.